# Noquet
Noquet. / Od No‘ke, "bear foot," drugi naziv za Bear gens Chippewa./ Manje značajno pleme Algonquian Indijanaca, vjerojatno srodno Menomineema,  nastanjeno po ranim francuskim izvorima oko zeljeva Noquet (Big Bay de Noquet i Little Bay de Noquet) i Green Baya u Michiganu, te kroz poluotok do jezera Superior (Gornje Jezero). Noqueti nisu odigrali značajniju ulogu u povijesti SAD-a, a 1659. završavaju na misiji St. Michel gdje su smješteni s plemenima Menominee i Winnebago, a uskoro su se i otopili među Menomineema ili Chippewama. 
O njihovoj populaciji nije ništa poznato. Charlevoix za njih kaže da nekoliko njihovih raštrkanih obitelji živi bez utvrđenih stalnih naselja, seleći se s mjesta na mjesto.

## Vanjske poveznice
- Noquet Indian Tribe